# Threesome (série télévisée)
Threesome est une série télévisée suédoise diffusée en 2021 à la télévision.

## Fiche technique
- Titre français : Threesome
- Réalisation : Lisa Linnertorp
- Scénario : Lisa Linnertorp, Martin Bengtsson et Elisabeth Marjanovic Cronvall
- Pays d'origine : Suède

## Distribution
- Matilda Källström : Siri
- Simon Lööf : David
- Lucien Laviscount : John
- Kitt Walker : Mario
- Alma Jodorowsky : Camille